# 旴晢延
旴晢延（韓語：우제연，1996年5月8日—），本名吳熙俊，韓國男歌手、演員。2016年3月3日以韓國男子組合KNK成員出道，2022年1月13日合約到期離開KNK。後曾為VAST娛樂旗下演員。2023年12月12日，以陸軍身份入伍，將於2025年6月11日退伍。

## 影視作品

### 電視劇
| 年份   | 電視台 | 劇名                 | 角色   | 備註     |
| ------ | ------ | -------------------- | ------ | -------- |
| 2022年 | MBC    | 請發送粉絲信         | 職員   | 第3集    |
| 2022年 | tvN    | Missing：他們存在過2 | 전대경 | 第1、4集 |
| 2023年 | tvN    | 閃亮的西瓜           | 溫智煥 | [ 5 ]    |

## 外部連結
- VAST娛樂官方網站
- 旴晢延的Instagram帳戶